# Hochdruckplasma
Als Hochdruckplasma bezeichnet man den Sonderfall eines Plasmas, bei welchem
der Druck deutlich höher als in der umgebenden Atmosphäre ist.

## Technische Bedeutung, Vorkommen
Hochdruckplasmen treten zum Beispiel beim Unterwasserschweißen oder in Hochdruck-Gasentladungslampen auf.
Durch den hohen Druck bedingt sich eine hohe Dichte an Teilchen, Stoßprozesse zwischen allen
im Plasma vorhandenen Teilchen sind häufig, d. h. in der Regel kommt es zur Angleichung
der Temperaturen aller vorhandenen Spezies. Für bestimmte Beleuchtungsanwendungen ist dies ein gewünschter Effekt.